# Edward H. Brooks
Pour les articles homonymes, voir Brooks.
Edward Hale Brooks était un lieutenant-général de l’armée de terre des États-Unis, né le 25 avril 1893 et décédé le 10 octobre 1978.

## Biographie
Il est né à Concord au New Hampshire en 1893. Son père, Edward Waite Brooks, est épicier, et sa mère Mary Frances Hale, vient de Douvres. Il a trois sœurs, Harriott, Gertrude et Alice. Il est diplômé de l'école secondaire de Concord en juin 1911. Il étudie à l'Université de Norwich à Northfield, il obtient en 1916 un baccalauréat ès sciences en génie civil. Plus tard, il a également reçu une maîtrise en sciences de l'Université de Norwich et un doctorat honorifique en science militaire du Collège militaire Pennsylvanie.
Il commence sa carrière militaire en juin 1915 comme capitaine au 1er régiment de cavalerie de la Garde nationale du Vermont. En 1916, il travaille comme ingénieur civil avant son unité de la Garde nationale. En 1917, il épouse Beatrice Aurora Leavitt. Ils auront deux enfants.
Il devient lieutenant de cavalerie dans l'armée en août 1917 et part étudié à Command and General Staff College à Fort Leavenworth, au Kansas. En novembre 1917, il est transféré dans l'artillerie de campagne au Camp Shelby, au Mississippi. En mars 1918, il se déplace au New Jersey avec son régiment il est affecté à la 3e brigade d'artillerie et part pour la France en avril 1918.
Il participe à la bataille de l'Aisne et à l'offensive Meuse-Argonne. Après l'armistice, il sert dans l'armée d'occupation en Allemagne jusqu'en août 1919.
Il travaille au Département de la Guerre des États-Unis de 1939 à 1941. Il devient lieutenant colonel en septembre 1941. Le général Jacob L. Devers le convoque à Fort Knox pour intégrer les divisions de blindés. De 1942 à 1944 il sert dans la 11e division blindée. Durant l'opération Overlord il est transféré à la 2e division blindée.
Le 17 mars 1944, il commande la 2e division blindée. Il débarque à Omaha Beach le 9 juin 1944. Il participe à la libération de la France, la libération du Benelux et à la campagne d'Allemagne en pénétrant la ligne Siegfried.
Sa division a subi 7 348 pertes en 1945, dont 1 160 tués. Au total, les membres de la division se virent décerner 9 369 médailles, dont 2 Medal of Honor, 3 Distinguished Service Cross, 2 302 Silver Star et près de 6 000 Purple Heart. L'entraîneur et sportif Bill Bowerman servit dans cette division.
En 1945, il commande les forces américaines durant la bataille de Heilbronn.

## Décorations
|  | Bronze oak leaf cluster | Bronze oak leaf cluster                                             | Bronze oak leaf cluster |
|  |                         | Bronze star · Bronze star · Bronze star · Bronze star · Bronze star |                         |
|  |                         |                                                                     | Silver star             |
|  |                         |                                                                     |                         |
|  |                         |                                                                     |                         |